# Rómulo lleva al templo de Júpiter las armas del vencido Acrón
Rómulo lleva al templo de Júpiter las armas del vencido Acrón (en francés: Romulus, vainqueur d'Acron, porte les dépouilles opimes au temple de Jupiter) es un cuadro realizado por el pintor francés Jean-Auguste-Dominique Ingres. Mide 276 cm de alto y 530 cm de ancho, y está pintado al temple sobre lienzo. Data de 1812 y se encuentra en el Escuela de Bellas Artes, en París (nº de inventario MU 2572).

## Historia

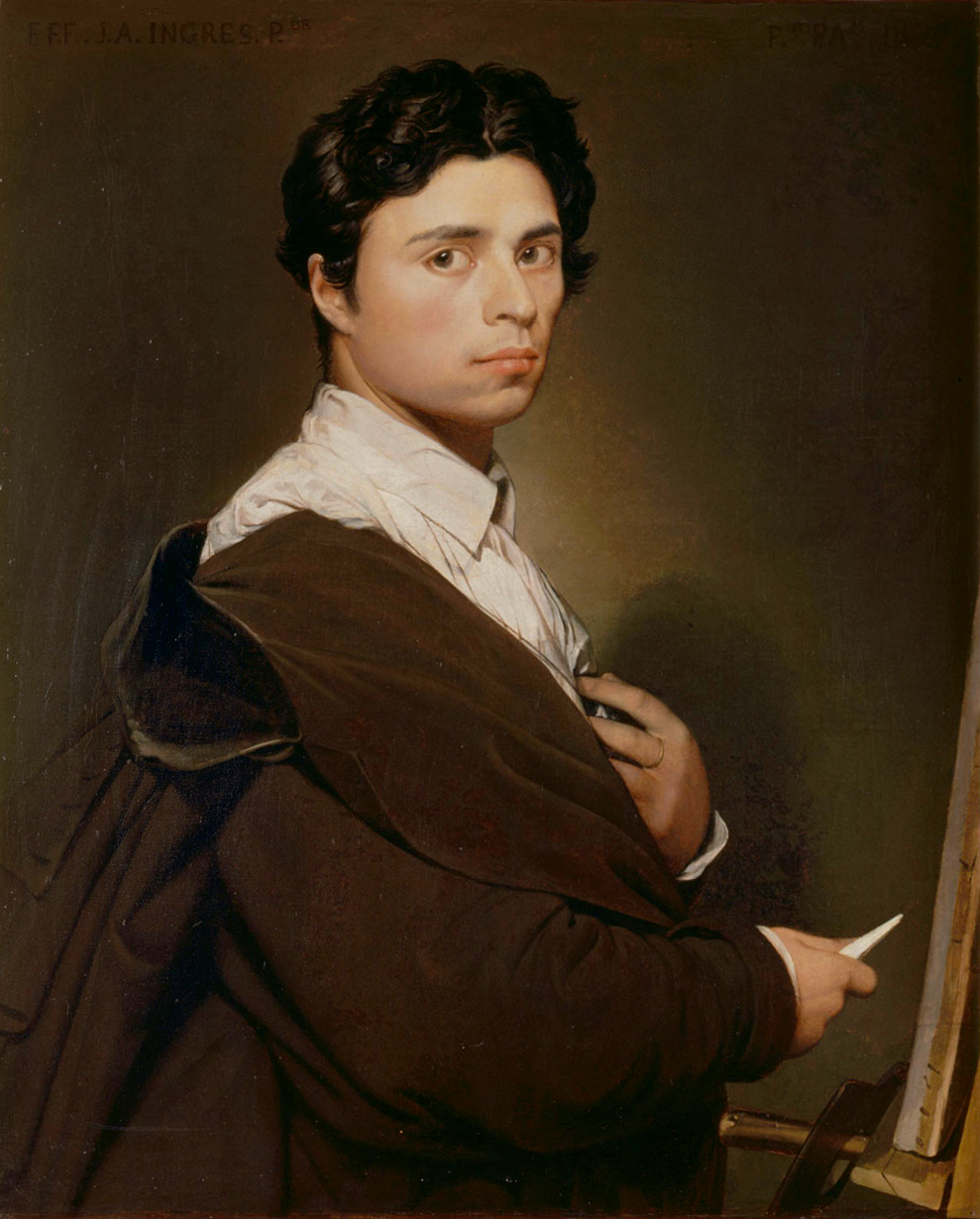
Jean-Auguste-Dominique Ingres

Ingres fue un pintor neoclásico. Recibió una formación académica en el taller de Jacques-Louis David, el mayor referente en la pintura neoclásica. Terminó su formación en Roma en 1807, con una beca de estudios. En sus primeras obras destacó como un gran retratista, si bien con cierta diferencia estilística entre los retratos efectuados para sus clientes, más académicos, o los realizados para sus amigos o autorretratos, que denotan un espíritu más afín al incipiente romanticismo. Junto a los retratos, la pintura histórica y el desnudo femenino fueron sus temas favoritos. Tras su regreso de Italia en 1824 Ingres fue aclamado como un adalid del academicismo frente al nuevo y criticado romanticismo, y los siguientes años recibió numerosos encargos oficiales que supusieron la consagración de su carrera, al tiempo que iniciaba una etapa docente al frente de la Academia Francesa en Roma. A lo largo de una larga trayectoria dejó unos 170 cuadros realizados y más de cuatro mil dibujos.
En 1812, ante la inminente llegada de Napoleón Bonaparte a Roma, se acondicionó el palacio de Monte Cavallo (hoy día palacio del Quirinal) como residencia imperial. Entre otras actuaciones se encargaron una serie de pinturas y esculturas a diversos artistas para decorar el palacio. Para el «second salon de l'impératrice» se encargaron cuatro cuadros con temas alusivos a combates de la antigüedad: a Ingres se le encargó el presente cuadro y los otros tres fueron realizados por Filippo Agricola (Mario que medita sobre las ruinas de Cartago), José de Madrazo (Griegos y troyanos disputándose el cuerpo de Patroclo) y Giacomo Conca (La batalla de las Termópilas). Para el Quirinal se encargó también a Ingres El sueño de Ossian, que fue colocado en el techo de la alcoba de Napoleón (hoy día en el Museo Ingres en Montauban). Ingres recibió unos emolumentos de 2500 francos.
Tras el regreso de Pío VII al palacio en 1815, tras la derrota napoleónica, los cuadros fueron dispersados. La obra de Ingres fue destinada al palacio de Letrán, hasta que en 1867 el papa Pío IX se lo regaló a Napoleón III, quien lo destinó a la Escuela Nacional Superior de Bellas Artes de París.

## Descripción
El tema del cuadro procede del Rómulo de las Vidas paralelas de Plutarco:

Hizo voto Rómulo de que si vencía y derribaba a su contrario llevaría en ofrenda a Júpiter sus armas; vencióle, en efecto, y derribóle, desbaratando después en batalla su ejército.

Acrón era rey de los ceninetas, y declaró la guerra a los romanos tras el rapto de las sabinas. Rómulo le venció en batalla y tomó su ciudad, Caenina, la cual incorporó al nuevo reino romano fundado por él. Luego cumplió su promesa de llevar las armas del vencido (spolia opima) al templo de Júpiter: mandó talar una encina y convertirla en trofeo, y puso sobre ella las armas de Acrón; luego se puso una túnica y una corona de laurel, y presentó la ofrenda al principal dios romano. Más tarde este tipo de trofeos recibirían el nombre de voto a Júpiter Feretrio (de ferire, herir).
En el lienzo se ve en el centro a Rómulo, vestido con la túnica y la corona de laurel, que lleva las armas de Acrón colocadas en la rama de encina. Frente a él, tendido en el suelo, está el cadáver de Acrón desnudo, tras el que hay un caballo encabritado que es sujetado por un soldado. Tras la figura del vencedor hay dos muchachas que llevan sus armas, una su casco y otra su espada y un escudo con la loba Luperca amamantando a Rómulo y Remo. A ambos lados del lienzo hay soldados vitoreándole, mientras que al fondo se ve la ciudad de Caenina en llamas.
Para la composición del cuadro Ingres se inspiró en varios referentes artísticos, como el Triunfo de César de Mantegna, el friso de Fidias en el Partenón o el friso del templo de Afaia en Egina; para la figura de Rómulo se inspiró en uno de los Dióscuros de la plaza del Quirinal; y para el caballo el otro grupo de la citada plaza. De forma general se inspiró también en las representaciones bidimensionales de los vasos griegos, así como en la obra del pintor neoclásico inglés John Flaxman. Todo ello lo interpretó Ingres de una forma personal, con un lenguaje propio, en el que destaca el aplanamiento de los volúmenes conseguido con la contorsión de las figuras, un efecto buscado para conseguir una óptima visión de la pintura en la decoración mural.
Para la ejecución de la obra Ingres realizó 37 dibujos preparatorios, conservados en su mayoría en el Museo Ingres de Montauban y algunos en el Museo Bonnat de Bayona. El lienzo está firmado Ingres, Rome, 1812.